# Sonate pour clarinette et piano de Ladmirault
Pour les articles homonymes, voir Sonate pour clarinette et piano.
La Sonate pour clarinette et piano est une partition en quatre mouvements pour clarinette et piano composée par Paul Ladmirault en 1942. Il s'agit de l'une des dernières partitions du compositeur, et sa dernière sonate après celle pour violon de 1931, et celle pour violoncelle de 1939.

## Présentation
La Sonate pour clarinette et piano est en quatre mouvements :
1. Allegro
2. Andante
3. Intermède
4. Final

L'œuvre est publiée par les Éditions Alphonse Leduc.

## Discographie
- Paul Ladmirault, Intégrale des sonates — par Roland Daugareil (violon), Yvan Chiffoleau (violoncelle), Jacques Lancelot (clarinette) et Robert Plantard (piano) — 1980, Skarbo D SK 4952)